# Parafia św. Michała Archanioła w Złotej
Parafia św. Michała Archanioła w Złotej – parafia rzymskokatolicka, znajdująca się w diecezji tarnowskiej, w dekanacie Czchów.

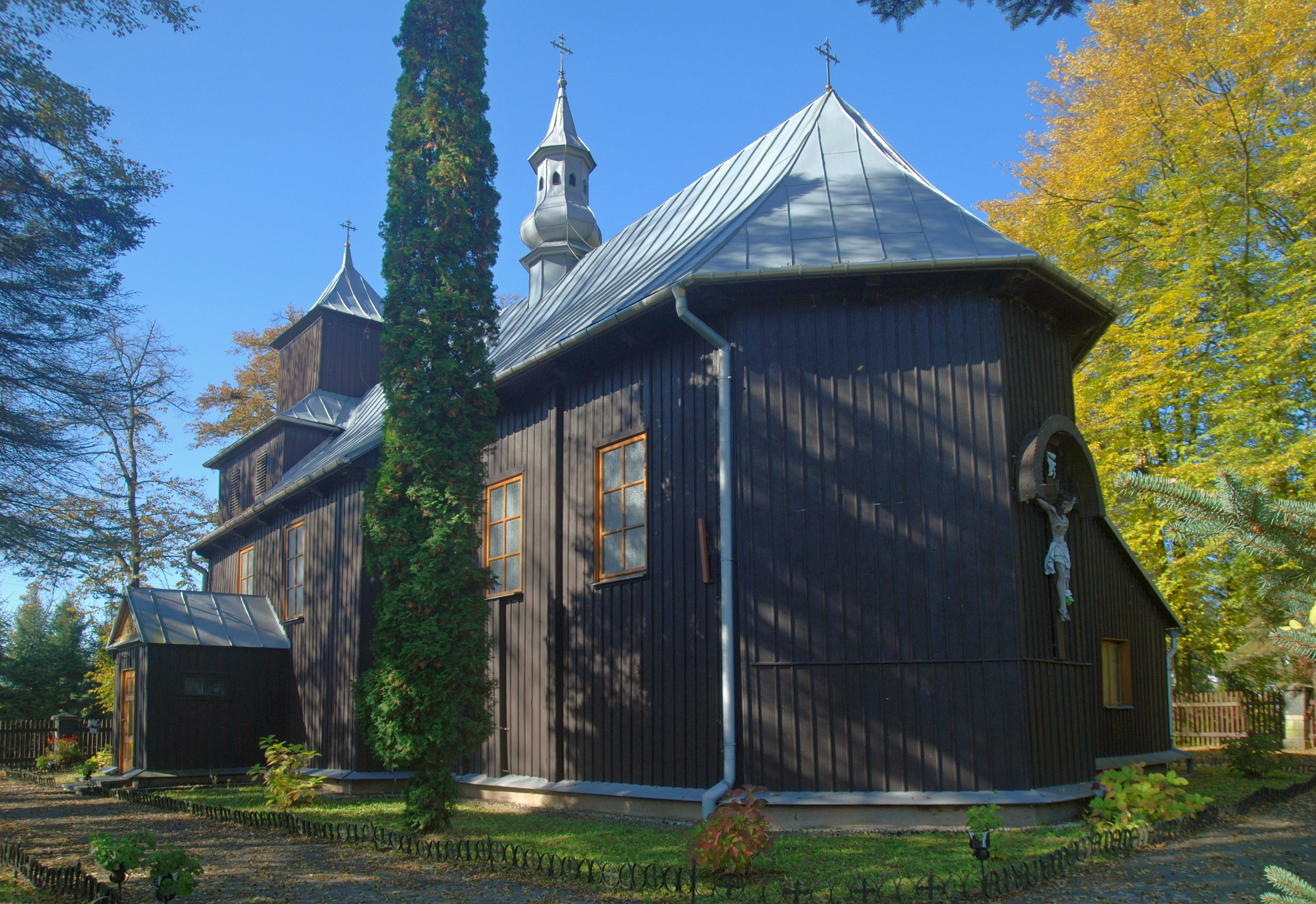
Zabytkowy kościół św. Michała